# Avenue Maurice-d'Ocagne
L'avenue Maurice-d'Ocagne est une voie située dans le quartier de Plaisance du 14e arrondissement de Paris.

## Situation et accès
L'avenue Maurice-d'Ocagne est située dans le sud du 14e arrondissement, entre les Maréchaux (boulevard Brune) et le Périphérique, l'avenue étant parallèle à ces deux axes. Elle est desservie à proximité par la ligne 3a du tramway d'Île-de-France.

## Origine du nom
Elle porte le nom du mathématicien Maurice d'Ocagne (1862-1938).

## Historique
Cette voie est ouverte en 1956, après l'annexion d'une partie du territoire de la commune de Malakoff en 1925.

## Bâtiments remarquables et lieux de mémoire
- Au no 3, le stade Jules-Noël.
- Au no 5 bis, le lycée Raspail.